# Munkbrarup
Munkbrarup er en landsby og kommune i det nordlige Tyskland under Slesvig-Flensborg kreds i delstaten Slesvig-Holsten. Byen ligger ved den tidligere landevej fra Holnæs til Mysunde og Slesvig i det nordlige Angel i Sydslesvig. Mod nordøst grænser kommunen til Flensborg Fjord. På sønderjysk (angeldansk) kaldes byen Monk'brarup.
Stednavnet er første gang dokumenteret 1209 (Dipl. dan. 1, 4, 165) som Holnæs-Brarup (Holdernes-Brotorp). Bynavnet optræder også i Rydårbogen. Stednavnet skrives tidligere også Munkbradrup. Senere blev byen kaldt Munkbrarup, efter munkene i Ryde Kloster, som tidligere forrettede gustjenesten her.
Kommunen samarbejder på administrativt plan med andre kommuner i Langballe kommunefællesskab (Amt Langballig). Til kommunen hører også Ballum (på tysk: Balm), Bogholmvig (Bockholmwik), Gejl (Geil), Harkmose (Harkmoor), Eskærsand (Iskiersand), Kragholm (sønderjysk Krachholm), Ryde (Rüde, sønderjysk Ryre, hvis navn minder om skovenes rydning), Sigum (Siegum) og Sigumlund (Siegumlund). Harkmose og Kragholm er typiske udflytterbyer. Nabokommuner er Lyksborg i nord, Ves i vest, Ringsbjerg i syd og Langballe i øst. Selve by Munkbrarup ligger ret højt med stejle skrænter ned mod Brarup Å (som på tysk omtales som Munkbrarup Å), der løber lige vest for byen. Der er flere vandløb som f.eks. Ringsbjergå. Brarup Å løber gennem Munkbrarup Mølledam, Lyksborg Slotsø og munder i Svendåen. Syd for byen lå tidligere store moseområder (Tornbjergmose, Nedermose eller Præstemose og Kongens Mose). Stednavnet Ballum beskriver en beliggenhed på et ophøjet sted.
I den danske tid indtil 1864 hørte landsbyen under Munkbrarup Sogn (Munkbrarup Herred, tidligere Husby Herred). Skolesproget var dansk. I 1779 blev byen hovedby i det nyoprettede Munkbrarup Herred.
I sognet befandt sig i middelalderen den kendte Ryd Kloster. Klostret havde navn efter landsbyen Ryde. Klosteret blev senere nedrevet til fordel for Lyksborg Slot. Hollændermøllen Håb (Hoffnung), som er opført i 1870, står i dag til rådighed for kulturelle foranstaltninger.
Munkbrarup Kirke opførtes 1582 af hertug Hans den Yngre. Kirken blev opført af materialer fra den forhenværende Ryd Kloster, hvilket også kan spores i kirken. Fra klosteret skal den således have fået de til dels afrundede kvadersten og portalen på sydsyden, hvor døren nu er tilmuret. Tårnet er mest af mursten. Det havde før et spir, men da dette nedbrændte ved lynild omtrent 1680 fik tårnet et gavltag. Den vestlige tårnmur er opført 1704. Klokken er også fra Ryd Kloster. Den blev omstøbt i 1681. Orglet er fra 1662 og blev 1740 fornyet. Døbefonten er af granit.
Den ældste kirke skal efter sagnet have ligget langt nordligere ved stranden i nærheden af Skovby (den nuværende Lyksborg), men af frygt for sørøvere være flyttet længere ind i landet. Den var viet Sct. Laurentius. I kirkeseglet (og i Angels våben) findes endnu risten med omskrift. Denne kirke brændt ned 1565.